# Alexander Reifferscheid
Heinrich Max Alexander Reifferscheid (* 2. Juni 1847 in Bonn; † 9. Februar 1909 in Greifswald) war ein deutscher Literaturwissenschaftler und Germanist.
Alexander Reifferscheid war ein Bruder des Professors für Klassische Philologie August Reifferscheid, der 1868 den Ruf als Ordinarius an die Schlesische Friedrich-Wilhelms-Universität Breslau angenommen hatte. Augusts Sohn und Alexanders Neffe war der Maler Heinrich Reifferscheid (1872–1945). Alexander selbst war mit  Martha, geb. Schmölders, verheiratet. Der Kunsthistoriker Heinrich Reifferscheid (1884–1945) war sein Sohn.
Alexander war von 1873 bis 1876 Privatdozent an der Universität Bonn. Er war Professor an der Universität Greifswald von 1876/7 bis 1904, zunächst als außerordentlicher, später als ordentlicher Professor. Seine Berufung nach Greifswald konnte sich Ulrich von Wilamowitz-Moellendorff nur mit seinen guten Beziehungen nach Berlin zum preußischen Minister Adalbert Falk erklären. Sein Hauptarbeitsgebiet war die Literaturgeschichte, mit Schwerpunkt auf dem 17. Jahrhundert. Er war Herausgeber mehrerer literarischer und religiöser Werke. Von 1890 bis 1891 war Reifferscheid Rektor der Universität Greifswald. Beide waren mit zeitgenössischen Schriftstellern befreundet.
Reifferscheid  war ab 1876 Mitglied des Vereins für niederdeutsche Sprachforschung und von 1893 bis 1907 dessen Vorsitzender.
Sein Sohn Heinrich Reifferscheid wurde als Kunsthistoriker und Museologe in Schwerin bekannt und war zuletzt Museums- und Bibliotheksleiter in Neustrelitz.

## Schriften
- als Herausgeber Hugo Loersch: Zwei Achener historische Gedichte des 15. und 16. Jahrhunderts. Kaatzer, Aachen 1874, (Digitalisat).
- mit Amélie Sohr: Heinrich Rückert in seinem Leben und seinen kleineren Schriften dargestellt. 3 Bände (Bd. 1–2: Heinrich Rückerts Kleinere Schriften. Bd. 3: Heinrich Rückert in seinem Leben und Wirken.). Böhlau, Weimar 1877–1880. Digitalisat
- als Herausgeber: Freundesbriefe von Wilhelm und Jakob Grimm. Mit Anmerkungen. Henninger, Heilbronn 1878, (Digitalisat).
- als Herausgeber: Westfälische Volkslieder in Wort und Weise mit Klavierbegleitung und liedervergleichenden Anmerkungen. Henninger, Heilbronn 1879, (Digitalisat).
- als Herausgeber: Briefe von Jakob Grimm an Hendrik Willem Tydeman. Mit einem Anhange und Anmerkungen. Henninger, Heilbronn 1883, (Digitalisat).
- als Herausgeber: Quellen zur Geschichte des geistigen Lebens in Deutschland während des siebzehnten Jahrhunderts. Band 1[4]: Briefe G. M. Lingelsheims, M. Berneggers und ihrer Freunde. Henninger, Heilbronn 1889, (Digitalisat).
- als Herausgeber: Marcus Evangelion Mart. Luthers nach der Septemberbibel. Mit den Lesarten aller Originalausgaben und Proben aus dem hochdeutschen Nachdrucken des 16. Jahrhunderts. Henninger, Heilbronn 1889, (Digitalisat).
- Aus der Geschichte zweier Dörfer in Pommern. Teil I. In: Jahresbericht der Geographischen Gesellschaft zu Greifswald. 6, Tl. 2, 1896/1898, ZDB-ID 517435-1, S. 44–62, (Digitalisat); Teil II. In: Jahresbericht der Geographischen Gesellschaft zu Greifswald. 7, 1898/1900, S. 99–141, (Digitalisat).
- Mitteilungen aus Handschriften der St. Nikolaikirchenbibliothek zu Greifswald. (= Wissenschaftliche Beilage zum Vorlesungsverzeichnis der Universität Greifswald. Winter 1902/1903, ZDB-ID 1072652-4). s. n. Greifswald 1902, (Digitalisat in der Digitalen Bibliothek Mecklenburg-Vorpommern).